# Charles Gabriel Pravaz
Charles Gabriel Pravaz (Pont-de-Beau-Voisin, Isère, 1791 - 1855), cirujano y ortopedista francés.
Pravaz fue, junto con Alexander Wood, el inventor de la aguja hipodérmica. Aunque ambos llegaron a un instrumento similar, fue Pravaz quien la popularizó con ayuda de Louis-Jules Béhier.
Pravaz usó su jeringa de pistón (conocida como jeringa de Pravaz) para la inyección intravenosa de anticoagulantes para el tratamiento del aneurisma.

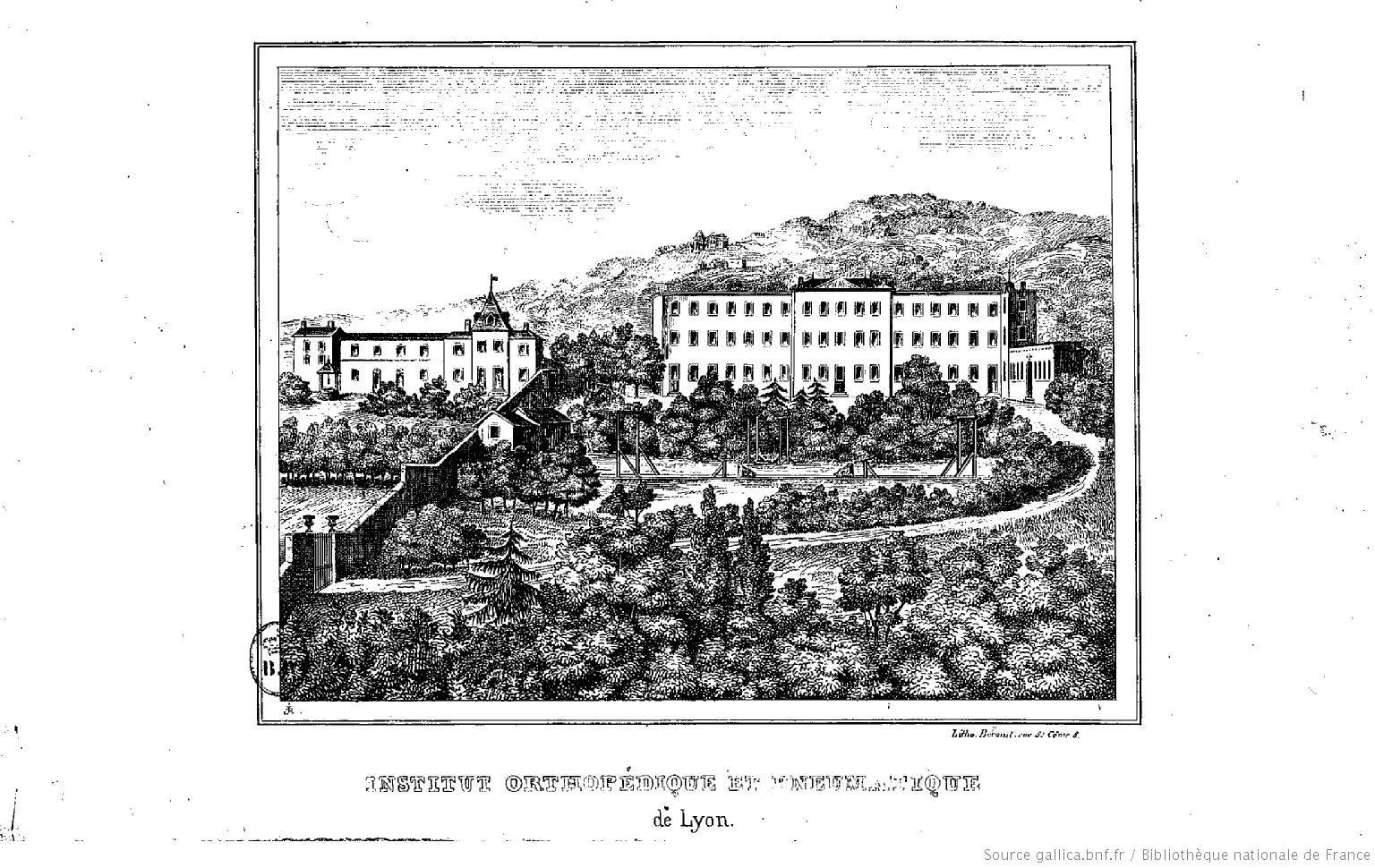
Una vista del Institut orthopédique et pneumatique de Lyon, Francia.

- Datos: Q2628827
- Multimedia: Charles Gabriel Pravaz / Q2628827